# Alen Pajenk
Alen Pajenk (Maribor, 23 de abril de 1986) é um jogador de voleibol esloveno que atua na posição de central.

## Carreira

### Clube
A carreira de Alen Pajenk começou em 2003, quando se juntou ao OK Maribor, um clube militante do Campeonato da Eslovênia, onde permaneceu por quatro temporadas, vencendo uma Copa da Eslovênia. Em 2010 o esloveno foi atuar no voleibol italiano pelo Marmi Lanza Verona. Na temporada seguinte se transferiu para o Cucine Lube Banca Marche Macerata, conquistando o título do Campeonato Italiano de 2011–12 e a Supercopa Italiana de 2012.
Em 2016, o central assinou um contrato de um ano com o Fenerbahçe SK Istanbul para competir o Campeonato Turco, conquistando o título da Copa Turca na temporada 2016–17. Em 2018 voltou a competior no voleibol polonês pelo Cerrad Enea Czarni Radom. Em 2021, o central fechou contrato com o grego Olympiacos Pireu, onde conquistou o título do campeonato nacional e a Copa Challenge de 2022–23.

### Seleção
Pajenk estreou na seleção adulta eslovena em 2007 pelo Campeonato Europeu, onde terminou na 16ª colocação. O central foi vice-campeão do Campeonato Europeu nas edições de 2015, 2019 e 2021.

## Títulos
OK Maribor
- Copa da Eslovênia: 2005

ACH Volley
- Campeonato Esloveno: 2007–08, 2008–09, 2009–10
- Copa da Eslovênia: 2007–08, 2008–09, 2009–10

Volley Lube
- Campeonato Italiano: 2011–12
- Supercopa Italiana: 2012

Fenerbahçe
- Copa da Turquia: 2016–17

Stade Poitevin Poitiers
- Copa da França: 2019–20

Olympiacos Pireu
- Copa Challenge: 2022–23
- Campeonato Grego: 2022–23, 2023–24
- Copa da Grécia: 2023–24, 2024–25
- Copa da Liga Grega: 2024-25
- Supercopa Grega: 2024

## Clubes
| Anos      | Clube                             |
| --------- | --------------------------------- |
| 2003–2007 | OK Maribor                        |
| 2007–2010 | ACH Volley Ljubljana              |
| 2010–2011 | Marmi Lanza Verona                |
| 2011–2013 | Cucine Lube Banca Marche Macerata |
| 2013–2015 | Jastrzębski Węgiel                |
| 2015–2017 | Fenerbahçe SK Istanbul            |
| 2017–2018 | Calzedonia Verona                 |
| 2018–2020 | Cerrad Enea Czarni Radom          |
| 2020–2021 | Stade Poitevin Poitiers           |
| 2021–     | Olympiacos Pireu                  |

## Prêmios individuais
- 2011: Liga Europeia – Melhor saque
- 2023: Campeonato Grego – MVP e melhor central[9]